# グレープフルーツ種子エキス
グレープフルーツ種子エキス（グレープフルーツしゅしエキス、英語: Grapefruit seed extract、略称GSE）は、グレープフルーツの種子、砂じょう膜（パルプ）、じょうのう膜の液体抽出物（エキス）である。グレープフルーツの種子、果汁のない砂じょうをすり潰した後、グリセリンと混ぜる。市販されているものは、種子、パルプ、グリセリンを一緒にすり潰して作る。栄養補助食品や化粧品の原料として市販される。

## 歴史
グレープフルーツは、もともとバルバドスで「禁断の果実」と呼ばれていた果実を目的に栽培される亜熱帯の柑橘類である。1750年代にグリフィス・ヒューズがバルバドスの種について記載した際に初めて文献に残された。果実の全ての部分が用いられ、主にグレープフルーツジュースにされる。果皮は精油や食物繊維源として用いられる。ジュース製造の副産物である種子やパルプは、GSE製造のために用いられたり、ウシの餌として用いられる。

## 効果
抗菌作用を持つと言われることもあるが、そのような科学的証拠は得られていない。いくつかの証拠から、抗菌作用は、GSEの工業生産の際の混入物質や不純物によるものであることが示唆された。これらの化合物は、研究室で調製されたGSEには含まれず、混入物質や不純物を含まないGSEは、抗菌作用を示さない。柑橘類の種子抽出物は、健康食品として売られている。
GSEの抗ウイルス薬作用を調べた研究では、ネコカリシウイルスや猫パルボウイルスに対する作用は認められなかった。

## ファイトケミカル
分析によると、種子抽出物やパルプに含まれるファイトケミカルは、フラボノイド、アスコルビン酸（ビタミンC）、トコフェロール、クエン酸、リモノイド、ステロイド、ミネラルである。

## 製造
GSEは、グレープフルーツの種子とパルプを挽いて、グリセリンと混合することで作られる。市販されているものは、種子、パルプ、グリセリン、合成保存料を全て混合して作る。

## 健康への影響と安全性
GSEの健康影響については、サプリメント販売者により主張されているが、臨床研究に基づいた科学的な証拠は、2018年時点では存在しない。グレープフルーツ種子に含まれるファイトケミカル、特にフラノクマリンやフラボノイドは、85の処方箋医薬品に対して意図した治療効果が得られない等の、「グレープフルーツと薬物の相互作用」による有害作用を引き起こす可能性がある。主な安全上の懸念は、肝臓での薬物代謝を制御する酵素であるシトクロムP450の阻害である。これがGSEで阻害されると、意図せず血液中の薬物濃度が上昇する可能性がある。